# Dé Stoop

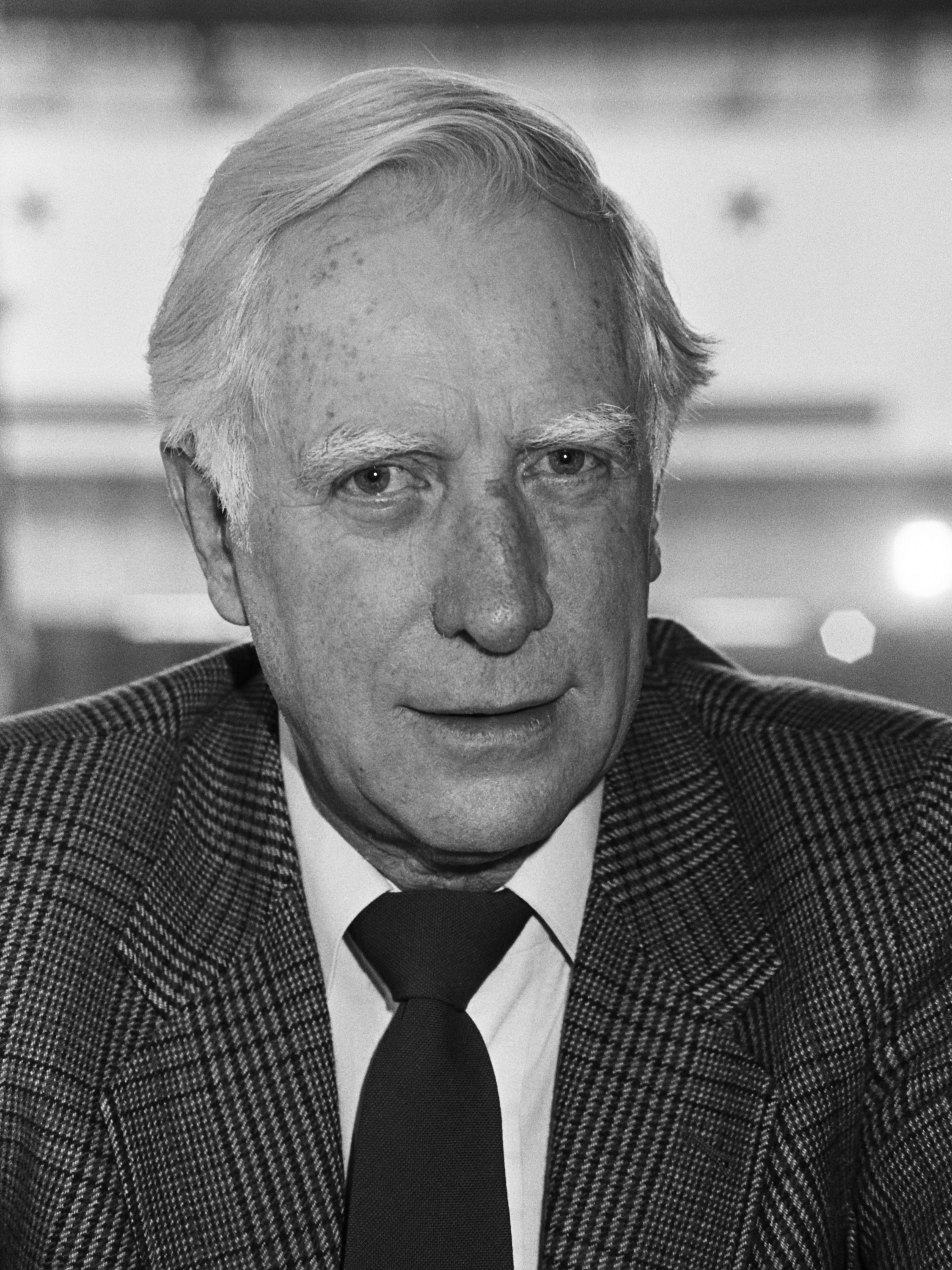
Dé Stoop (1981)

Dingeman (Dé) Stoop (Amsterdam, 22 oktober 1919 – aldaar, 12 februari 2007) was een Nederlands ondernemer en sportbestuurder.

## Loopbaan
Stoop was vanaf 1959 eigenaar van liftenfabriek Starlift in Voorburg.
In 1953 maakte hij als bestuurslid van de Nederlandse Beroeps Voetbalbond zijn entree in de sportwereld. Daar stond hij mee aan de wieg van het betaald voetbal in Nederland. In 1957 kwam hij in opspraak door een opmerkelijke affaire. De spits van Dinamo Zagreb Vladimir 'Bobo' Sal tekende een "voorcontract" bij Ajax. Stoop, toentertijd voorzitter van BVC Amsterdam, beweerde echter dat Sal al een contract bij zijn club had getekend. Daarop beweerde Sal dat hij door het Ajax-bestuur ontvoerd zou zijn en gedwongen was te tekenen. Hierop werden drie Ajax-bestuursleden door de KNVB geschorst. Uiteindelijk wist sportjournalist Kick Geudeker deze zaak te ontrafelen: Sal biechtte op het verhaal onder druk van Stoop verzonnen te hebben, waarna de laatste jarenlang uitgesloten werd uit het betaalde voetbal.
Zijn grootste bekendheid kreeg Dé Stoop als voorzitter van de fusieclub FC Amsterdam (Blauw-Wit, DWS en De Volewijckers). Aanvankelijk beleefde deze vereniging groot succes en werd zelfs Europees voetbal gehaald, maar later werden de resultaten slechter en moest gespeeld worden in een bijna leeg Olympisch Stadion. "In die tijd werd ontzettend veel met zwart geld gewerkt en dat betekende dat de Belastingdienst er op een gegeven moment ook achter kon komen, en dat gebeurde ook. Toen heeft Stoop alle boetes die de spelers hadden gekregen van de Belastingdienst voor hen betaald," aldus oud-FC Amsterdam-speler Frank Kramer in 2018. De club werd in 1982 opgeheven.
Stoop werd in 1979 ook lid van het Sectiebestuur betaald voetbal van de KNVB. Daar was hij een pleitbezorger van de komst van shirtreclame en het verhogen van de vergoeding die de NOS betaalde voor het uitzenden van voetbal. Later was hij voorzitter van de FC Den Haag. Ook was hij actief in het volleybal. Onder zijn leiding was de Voorburgse eredivisieclub Starlift Corbulo jarenlang zeer succesvol.
Dé Stoop overleed in 2007 op 87-jarige leeftijd.